# Petaluma (Kalifornija)
Petaluma je grad u američkoj saveznoj državi Kalifornija. Prema popisu stanovništva iz 2010. u njemu je živjelo 57.941 stanovnika.